# Caspar Neumann (químic)
Caspar Neumann (o Neuman) (1683 – 1737) va ser un químic i apotecari alemany/polonès.

## Biografia
Neumann nasqué a Zullichau, en l'Electorat de Brandenburg. Va aprendre farmàcia del seu padrí, Johannes Romke. Completà el seu aprenentatge el 1701, començà a practicar a Unruhstadt, o Kargowa, a Polònia.
Anà a Berlín el 1704, i va ser apotecari del rei de Prússia Frederic I ,.
Marxà a Anglaterra el 1713, treballà per Abraham Cyprianus, un Fellow of the Royal Society i es va familiaritzà amb Isaac Newton i Hans Sloane.
El 1716 Neumann tornà breument a Alemanya entutorat pel rei George I d'Anglaterra. Va ser elegit Fellow of the Royal Society el 1726.

## Conegut per
- Intentar establir descripcions clares de les propietats d'una substància com la densitat i el punt de fusió.
- Organitzar una nomenclatura de les sals
- Descobriment de la forma cristal·lina del timol
- Treballs sobre l'alcohol, ambre, resina benzoina i àcid cinàmic.
- Suport de la teoria del flogist

### Obres de Neumann
- Disquisitio De Ambra Grysea, Dresden, 1736.
- Praelectiones chemicae seu chemia medico-phamaceutica experimentalis & rationalise oder grünndlicher Unterricht der Chemie … Berlin, 1740.
- Chymiae medicae dogmatico-experimentalis… oder der gründlichen and mit Experimenten erwiesenen Medicinischen Chymie …, 4 vols. Züllichau, 1749–1755.
- The Chemical Works of Caspar Neumann, M. D. Trans. & ed. William Lewis. London, 1759. 2nd Ed. 1773: Vol. 1 ; Vol.2

#### Contribucions als Transactions of the Royal Society(London)
- Disquisitio de camphora.
- De experimento probandi spiritum vini Gallici, per quam usitato, sed revera falso et fallaci.